# Vera Wang
Vera Wang (kinesiska: 王薇薇?, pinyin: Wáng Wēiwēi), född 27 juni 1949 i New York, är en amerikansk modedesigner. Hon är främst känd för sina bröllopskollektioner.
Hon har kinesisk familjebakgrund.